# トゥース・アンド・ネイル・レコード
トゥース・アンド・ネイル・レコード（Tooth & Nail Records）は、アメリカ合衆国ワシントン州シアトルに本拠を置くクリスチャン・ロック系レコードレーベルである。エモやメタルコアなどを演奏するオルタナティヴ系のバンドが多く所属している。アンバーリン、コープランド、ジェレミー・キャンプ、MxPx、アンダーオースなどを輩出したことで知られる。傘下のサブレーベルとしてBEC Recordings、Solid State Records、Uprok Recordsを擁する。

## 概要
所属バンドの大半はクリスチャン・ロック・バンドだが、中にはそうで無いものもある。また、EMIクリスチャン・ミュージック・グループが2000年にトゥース・アンド・ネイルの株式50%を取得して傘下に収めている。

## 主なアーティスト

### 現在所属している主なアーティスト
- The Almost
- Children 18:3
- ファミリー・フォース・ファイブ (Family Force 5)
- Ivoryline
- ジェレミー・キャンプ (Jeremy Camp)
- MxPx
- Number One Gun

### かつて所属していた主なアーティスト
- アバンダンド・プールズ (Abandoned Pools)
- アンバーリン (Anberlin)
- And Then There Were None
- As Cities Burn
- The Becoming
- Blindside
- Bon Voyage
- Capital Lights
- The Classic Crime
- コープランド (Copeland)
- Corey Crowder
- Dead Poetic
- The Drawing Room
- Emery
- Fair
- Far-Less
- FM Static
- The Fold
- Further Seems Forever
- ホーク・ネルソン (Hawk Nelson)
- Jonezetta
- Joy Electric
- The Juliana Theory ※解散
- メイ (Mae)
- MewithoutYou
- Neon Horse
- ノーマ・ジーン (Norma Jean)
- P.O.D.
- Project 86
- Run Kid Run
- Ruth
- Search the City
- Secret and Whisper
- Showbread
- Since October
- Spoken
- Starflyer 59
- Sullivan ※解散
- Surrogate
- サウザンド・フット・クラッチ (Thousand Foot Krutch)
- アンダーオース (Underoath)
- ウェイキング・アッシュランド (Waking Ashland) ※解散
- Write This Down

## 主なディスコグラフィ
- MxPx - Slowly Going the Way of the Buffalo (1998年) ; 米でゴールドディスクに認定
- Jeremy Camp - Stay (2002年) ; 米でゴールドディスクに認定
- Jeremy Camp - Carried Me: The Worship Project (2004年) ; 米でゴールドディスクに認定
- Jeremy Camp - Restored  (2004年) ; 米でゴールドディスクに認定
- Underoath - They're Only Chasing Safety (2004年) ; 米でゴールドディスクに認定
- Kutless - Strong Tower (2005年) ; 米でゴールドディスクに認定
- Jeremy Camp - Beyond Measure (2006年) ; 米でゴールドディスクに認定
- Underoath - Define the Great Line (2006年) ; 米でゴールドディスクに認定
- Jeremy Camp - Speaking Louder Than Before (2008年) ; グラミー最優秀ポップ/コンテンポラリー・ゴスペル・アルバムにノミネート

## 参照
1. ↑  “Tooth & Nail, About.”. 2013年12月28日閲覧。
2. ↑  EMI CMG Timeline